# 藤川なお美
藤川 なお美（ふじかわ なおみ、1975年7月23日 - ）は、神奈川県出身の歌手、ものまねタレント。

## 来歴
1993年、TBSテレビドラマ『さくらももこランド・谷口六三商店』で、演歌歌手を目指す女子高生役でドラマデビューし、レギュラー出演。デビュー曲の『演歌はぐれ鳥』で新人賞レースに入賞する実績をもつ。1994年に『どっちつかず』でアイドル系ポップス歌手へ転向し、1995年にはパーラ美妃としてパチンコ台とのタイアップ曲『恋の鉄火娘』をリリースした。
素人参加型のモノマネ番組に出演し、ものまねタレントに転向。『ものまね王座』シリーズ（ものまね王座決定戦、ものまね紅白歌合戦）では演歌からJポップ、海外の一流シンガーのものまねを数多く披露している。
現在は二児の母として子育てするかたわら、ものまねタレントとして、また洋楽のカバーシンガーとしてクラブやライブハウスで活動している。

## ディスコグラフィー
- シングルCD
  - 「演歌はぐれ鳥」（1993年・東芝EMI）
  - 「どっちつかず」（1994年・東芝EMI）
  - 「この恋に燃え尽きていい・メッセージに揺れながら」(東芝EMI)
  - 「恋の鉄火娘」（1995年・パーラ美妃名義）

## ものまねレパートリー
- 相川七瀬
- aiko
- アグネス・チャン
- Folder5AKINA
- 石川さゆり
- 今井美樹
- 大黒摩季
- 太田裕美
- 鬼束ちひろ
- 小川知子
- 華原朋美
- 工藤静香
- KEIKO
- 小坂明子
- 小林幸子
- 小柳ゆき
- ZARD
- 坂本冬美
- 篠原涼子
- 瀬川瑛子
- 竹内まりや
- 中島みゆき
- 中森明菜
- 長山洋子
- 夏川りみ
- 仁支川峰子
- NOKKO
- 浜崎あゆみ
- 一青窈
- 広瀬香美
- 松田聖子
- 松任谷由実
- 松村和子
- MISIA
- 美空ひばり
- Mina
- 持田香織
- 森高千里
- 山口百恵
- 吉田美和
- 渡辺真知子
- カーペンターズ
- セリーヌ・ディオン
- ビビアン・スー
- ホイットニー・ヒューストン
- マライヤ・キャリー
- 加藤紀子

　その他の洋楽